# Matford
Ne doit pas être confondu avec Mitford.
 (février 2024).
Si vous disposez d'ouvrages ou d'articles de référence ou si vous connaissez des sites web de qualité traitant du thème abordé ici, merci de compléter l'article en donnant les références utiles à sa vérifiabilité et en les liant à la section « Notes et références ».

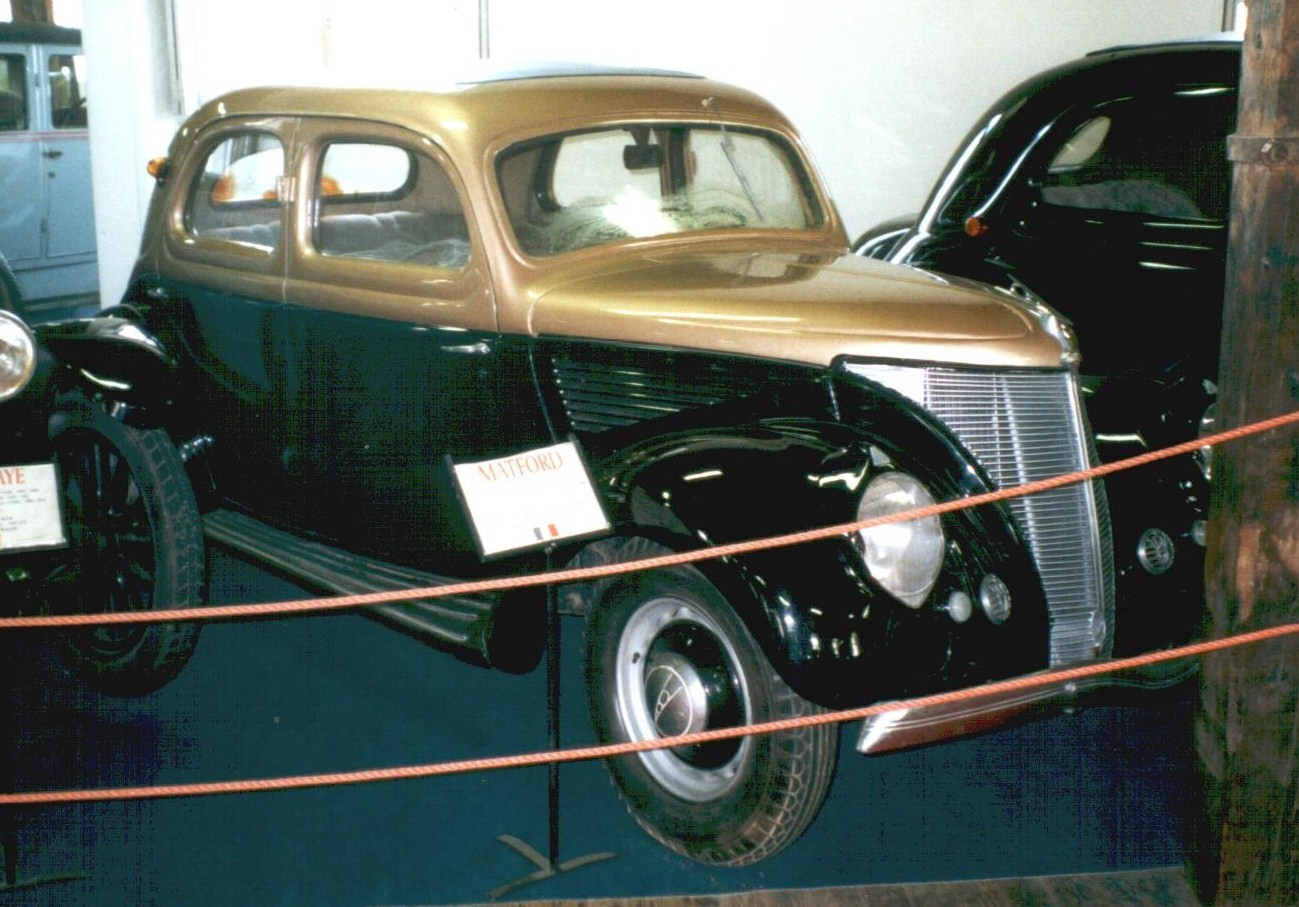
Matford 1938.

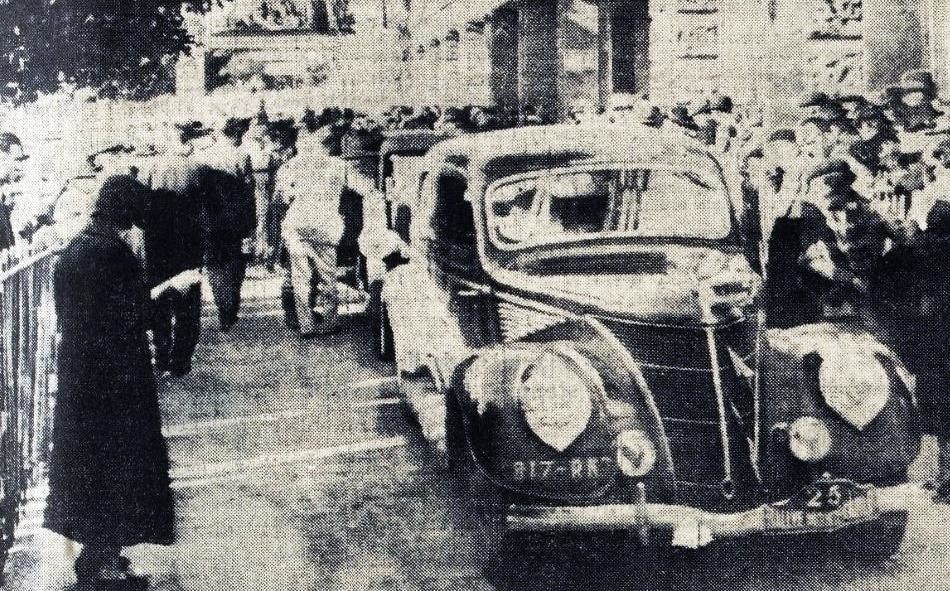
Rallye Monte Carlo 1937, arrivée au quai de Plaisance à Monaco de Mmes Rouault et Rodrigue, sur Matford.

Matford était un constructeur d'automobiles français créé en 1934 à la suite d'un accord entre Ford SAF (ancien nom de Ford France) et le constructeur alsacien Mathis.
Ford SAF, qui assemblait jusqu'alors dans son usine d'Asnières-sur-Seine des modèles américains et britanniques avec des pièces en partie importées, souhaitait, sous l'impulsion de son PDG  Maurice Dollfus, construire en France des modèles mieux adaptés au goût de la clientèle et échapper aux droits de douane croissants engendrés par le protectionnisme français. Quant à Émile Mathis, qui avait essayé, en vain, de s'implanter aux États-Unis, il venait d'agrandir et de moderniser son usine de Strasbourg. Sa situation financière délicate ne lui permettait plus d'investir dans le renouvellement de ses modèles.
Matford va tout d'abord continuer de fabriquer les Ford et les Mathis existantes. Début 1935, l'usine de Strasbourg rééquipée par Ford est en mesure de produire la nouvelle V8-48. Le premier modèle sorti d'usine n'est cependant pas commercialisé. Impressionné par l'énorme couverture médiatique qui s'annonce pour le voyage inaugural du Normandie, Maurice Dollfus embarque avec la voiture pour la convoyer à Dearborn. Reçu par Henry Ford, il est célébré pour le bon coup publicitaire que l'illustrateur Paul Iribe se charge de représenter dans la revue Ford de mai et juin 1935.
Le premier modèle propre à Matford sortira en septembre 1935 : l'Alsace V8, avec le châssis, le moteur – un V8 3,6l de 21 CV fiscaux – et la carrosserie, modifiée dans sa partie arrière, de la Ford V8-48. Un deuxième modèle suit : l'Alsace V8-62, avec une carrosserie presque identique mais plus courte (l'empattement a été réduit) et le V8 dont la cylindrée a été ramenée à 2,2l pour 13 CV fiscaux.
Filiale de Ford en France, Matford diffusera également les autres marques du groupe : Lincoln, Mercury, camions, tracteurs Fordson….
Ces voitures étaient séduisantes avec une ligne agréable et moderne, confortables, silencieuses et robustes. La clientèle est au rendez-vous. Les caractéristiques techniques étaient classiques : essieux rigides à l'avant et à l'arrière, freins mécaniques, moteur à soupapes latérales. En comparaison, la Traction Avant de Citroën proposait des roues avant indépendantes, des freins hydrauliques et un moteur à soupapes en tête.
Par la suite, Matford va s'appliquer à différencier ses deux modèles au niveau de la carrosserie et des accessoires pour justifier l'écart de prix. Dès 1935, les relations se dégradent entre les deux associés : Ford, qui a la majorité du capital et a rééquipé l'usine de Strasbourg, impose à Mathis l'arrêt de sa propre gamme vieillissante, dont il ne subsiste en 1935 que l'Emy4, puis de lui céder ses parts. Mathis intentera un procès et obtiendra des dommages et intérêts. Mais la guerre éclate, l'usine de Strasbourg est évacuée en 1939. La construction de la nouvelle usine Ford de Poissy commencée en novembre 1938 est interrompue. Elle ne reprendra qu'en 1945 pour être mise en service en 1946. Matford SA est dissoute en 1940 et cesse officiellement d'exister en 1941.
Après la guerre, Ford France renommée Ford SAF, voit ses ventes baisser inexorablement. Les modèles d'origine américaine sont trop grands pour l'automobiliste français et trop gourmands en carburant. Ford cherche à quitter le pays pour se recentrer sur ses filiales britannique et allemande. En attendant, Ford va continuer à fabriquer à Poissy la 13CV à moteur V8. Des améliorations sont apportées à la tenue de route avec l'ajout de barres stabilisatrices et au freinage avec l'adoption des freins hydrauliques. Ce modèle laisse la place, au Salon de 1948, à la nouvelle Ford : la Vedette qui reçut un accueil très mitigé. Elle sera vite remplacée par la seconde série qui fera le bonheur de Simca après avoir racheté Ford SAF et son usine de Poissy en 1954.

## Modèles
- Matford Alsace V8 (1935-1939)
- Matford Emy 4 (1932-1936)
- Ford 13 & 21 CV (1946-1948)
- Ford Vedette (1948-1954)